# جورج منير
جورج منير (بالفرنسية: Georges Meunier)‏ ولد بتاريخ 9 مايو 1925 في فرنسا، هو دراج فرنسي في صنف سباق الدراجات على الطريق.

## سجل النتائج

### سباقات أو مراحل فاز بها
- طواف فرنسا

## وصلات خارجية
- الموقع الرسمي

## روابط خارجية
- جورج منير على موقع أرشيف الدراجات (الإنجليزية)
- جورج منير على موقع إحصائيات الدراجات الإحترافية (الإنجليزية)